# Menadiol

De structuur van menadiol is duidelijk herkenbaar in die van vitamine K.

Menadiol is een organische verbinding met de formule C11H10O2.  In de voedingsleer wordt het soms als vitamine K4 aangeduid.  Formeel kan het beschouwd worden als een derivaat van p-hydrochinon.  Uitgaande van menadion kan het via reductie bereid worden.  Het is een intermediair in de biosynthese van vitamines uit de K-groep.  Als diol kan menadiol, in tegenstelling tot menadion, gebruikt worden als substraat voor de elektrofiele aromatische substitutie waarbij één of meerdere isopreeneenheden aan de menadiol-kern gekoppeld worden.  Na het herstellen van de dionfunctie is de vitamine K functionaliteit aanwezig.